# Gustavo Bastos (escultor)
Gustavo Teles de Faria Correia Bastos (São Julião, Figueira da Foz, 9 de Março de 1928 – Porto, 16 de fevereiro de 2014) foi um escultor, desenhador e professor português.
Autor de uma obra vasta e coerente, insere-se naquela que é chamada a "Escola de Barata Feyo", durante o Estado Novo.
Era contemporâneo de Arlindo Rocha, de Jorge Vieira, de Aureliano Lima e de Lagoa Henriques, que acabou o curso na mesma altura que ele e com a mesma classificação máxima.
No seu trabalho destacam-se o homem, o cavalo (muitas das vezes sendo representados num só volume) e a mulher.
A sua escultura, de pendor figurativo, é de grande rigor formal e material, deixando de parte os pormenores, para assumir  uma contida expressão lírica. São figuras, ora solenes, ora serenas, sólidas, e de grande precisão, sendo notório a mestria com que trabalha os materiais.
Na sua carreira destaca-se, também, a sua ação como vogal na secção de Edifícios e Monumentos Nacionais da Junta Nacional da Educação; o ter sido membro da Academia Nacional de Belas-Artes e do Conselho Científico da ARCA-ETAC (Escola de Tecnologias Artísticas de Coimbra), instituição onde também lecionou.

## Biografia

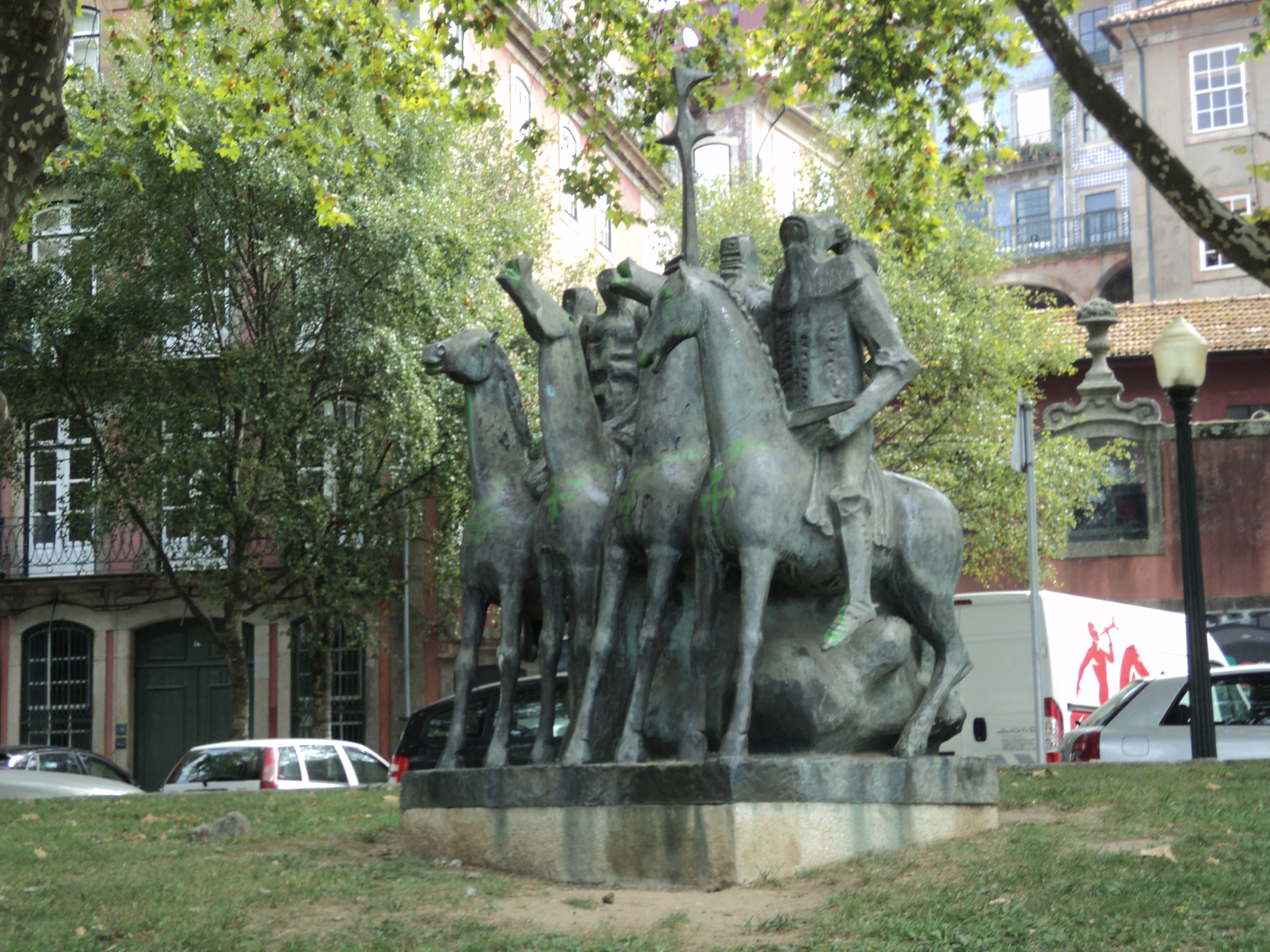
Os Quatro Cavaleiros do Apocalipse, Passeio das Virtudes, no Porto

Na infância, recortava figuras de animais das brochuras publicitárias do Casino da Figueira da Foz, nomeadamente cavalos, um tema que veio a ser central na sua obra.
Aos 17 anos de idade foi premiado numa exposição da Mocidade Portuguesa, com a Escultura Equestre do Infante D. Henrique.
Estudou no Liceu Bissaya e Barreto, na Academia Figueirense, na Figueira da Foz, e no Colégio Interno de Brás Garcia de Mascarenhas, em Oliveira do Hospital. Fez os exames do 6.º ano no Liceu D. João II, em Coimbra, passando depois para o Colégio Dr. Dias Valente, no Estoril. Os exames do 7.º ano foram realizados no Liceu de Camões, em Lisboa.
Em 1949 foi admitido no curso Especial de Escultura da Escola de Belas Artes do Porto (ESBAP), que frequentou durante algum tempo. Em 1952, já em Lisboa, concluiu o 4.º ano do curso, mas logo voltou ao Porto para se inscrever de novo na ESBAP, no Curso Superior de Escultura. Como prova final apresentou, em 1954, a escultura Jovem, classificada com 20 valores.
Durante o período de aprendizagem foi acompanhado, entre outros, pelos pintores Heitor Cramês, Joaquim Lopes e Dordio Gomes e pelo escultor Barata Feyo.
Em 1955, o Presidente do Conselho Escolar conseguiu que o prémio atribuído pelo Rotary Club aos melhores alunos, lhe fosse entregue.
Lecionou no ensino secundário durante quatro anos, e frequentou o curso de Ciências Pedagógicas na Faculdade de Letras da Universidade de Coimbra.
Esteve representado na 1.ª Exposição de Artes Plásticas da Fundação Calouste Gulbenkian e nas Exposições Magnas da ESBAP.
Em 1958 começou a lecionar na ESBAP como Professor Assistente, tendo prestado provas para Professor Titular em 1962, com a apresentação de um modelo de figura e de uma grande composição, como era usual. Entre 1972 e 1975 foi bibliotecário dessa Escola. Em 1995 tornou-se o primeiro Professor Catedrático da Faculdade de Belas Artes da Universidade do Porto em Escultura. Em 1997, jubilou-se.
Durante esse tempo, em 1960, foi-lhe atribuida uma bolsa pela Fundação Calouste Gulbenkian, que lhe permitiu viajar, conhecer os museus de França e Itália onde, nomeadamente, contactou com a obra de Marino Marini, que admira.

## Obras

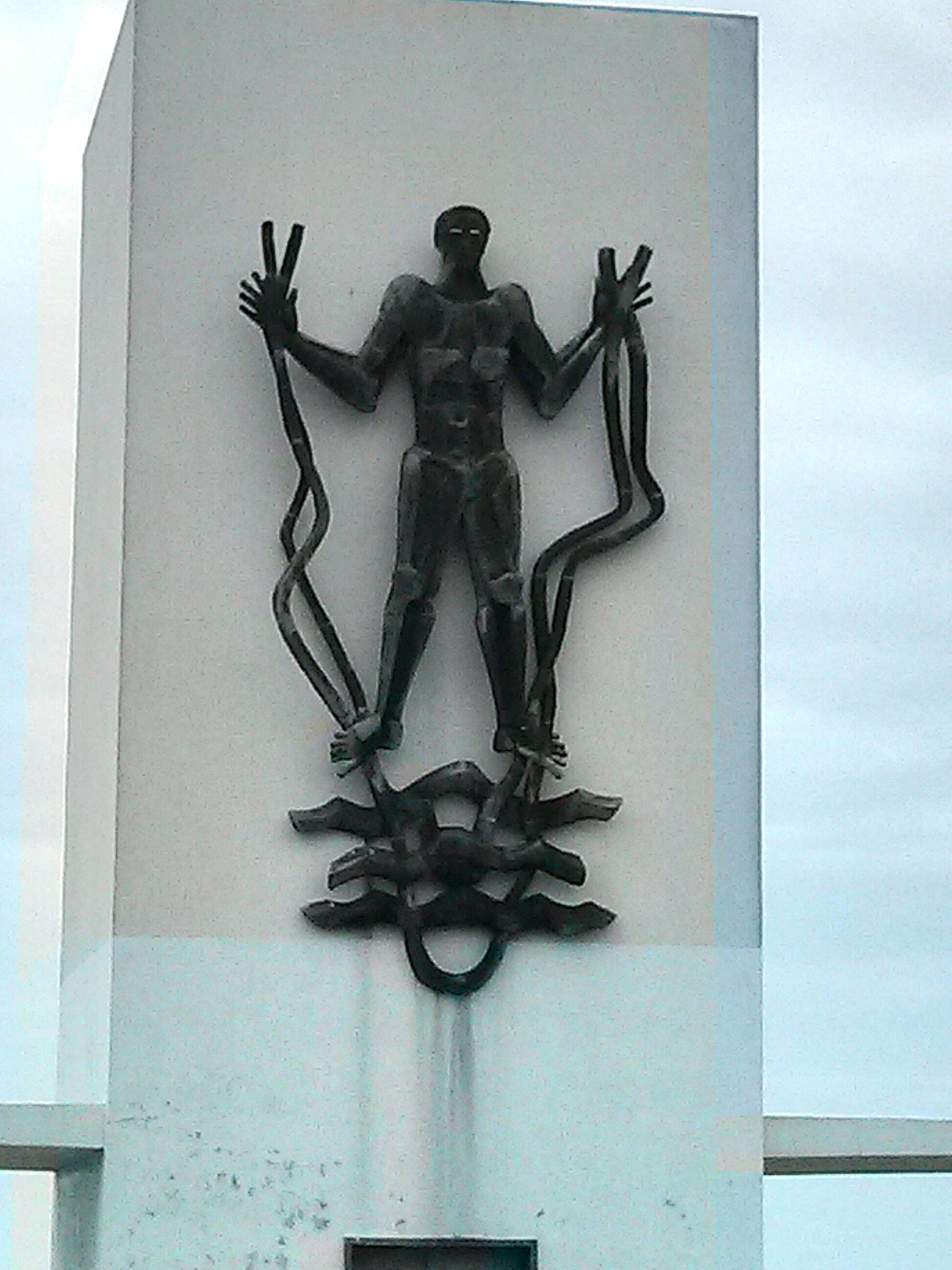
"O Homem dominando as águas do Rio Douro", numa torre de elevador da margem sul da Ponte da Arrábida, no Porto

Tem trabalhos, da sua autoria, em vários espaços públicos nacionais.
Porto:
- O Repouso, moldada em cimento em 1953, e implantada no Jardim da Escola de Belas Artes do Porto (actual FBAUP);
- Honra e Concórdia (mármore de carrára, 1957) no Salão Nobre da C. M. do Porto[8];
- Relevo (cimento, 1958) na Escola Secundária Aurélia de Sousa[9];
- a estátua pedestre em granito de João Pedro Ribeiro, à entrada do no Tribunal da Relação, Palácio da Justiça (1961);
- dois relevos das torres dos ascensores da margem sul da Ponte da Arrábida (O Génio do rio Douro e O Homem dominando as águas do rio Douro) de 1963;
- Aos construtores da Estação, no átrio da Estação de S. Bento (1971);
- a Estátua equestre de D. Afonso Henriques, pensada para a Praça da República mas colocada no Museu Militar do Porto (1984)[10];
- o baixo-relevo de São Martinho, em betão aparente, na parede do Presbitério da Igreja de São Martinho de Aldoar (1988);
- o Monumento a Sá Carneiro, na Praça Francisco Sá Carneiro, encomendada em 1990 no X aniversário do acidente de Camarate e inaugurada em 1991;
- o conjunto escultórico Os Quatro Cavaleiros do Apocalipse (comprado em 1969 e inicialmente depositado no pequeno jardim no cruzamento das avenidas da Boavista e Marechal Gomes da Costa)
- a escultura alegórica a Serpente, no Jardim das Virtudes, desde 1993;
- o Grupo em bronze Camponeses no Mercado Abastecedor (1994);
- Gaivota, escultura em bronze, do Edifício-Sede da Fundação António Cupertino de Miranda (1994)
- o retrato em bronze de José Vitorino Damásio, na Pasteleira, inaugurado em 1998 no cinquentenário da Associação Industrial Portuense.

Cabo Verde:
- escultura de vulto de Inês de Castro, as estátuas de D. João III[11] e de Diogo Afonso[12];

Póvoa de Varzim:
- a de Francisco Sá Carneiro, na Póvoa de Varzim (1981)[13];

Tondela:
- estátuas da Paz e Concórdia, para a fachada do Tribunal de Tondela (1971)[14].

Alijó, Lisboa e Mirandela;
- outras estátuas simbólicas da da Justiça nos respectivos edificios de tribunais;

Figueira da Foz e Coimbra:
- para as frontarias do Casino da Figueira da Foz e da Faculdade de Ciências da Universidade de Coimbra.

Águeda:
- Monumento ao Emigrante, no Parque da Pateira de Fermentelos ( 2006)[15].

Oeiras:
- estátua de Inês de Castro, sob o égide do poeta António Ferreira, no Parque do Poetas[16].

A sua obra está igualmente representada em vários espaços de referência, como:
- o Museu Nacional de Soares dos Reis e o Museu Militar, no Porto;
- a Câmara Municipal de Matosinhos;
- o Museu Nacional de Machado de Castro, em Coimbra;
- o Museu de Ovar
- a Fundação Calouste Gulbenkian, em Lisboa[17].

Em 1989 foi organizada uma exposição retrospetiva da sua obra no Museu Municipal da Figueira da Foz.

## Dados genealógicos
Era filho de Alberto Bastos da Costa e Silva, médico, e de Teresa Cândida Telles de Faria Correia Monteiro.
Casou com:
- Isabel Maria Reymão Nogueira Cerveira Pinto teve duas filhas (Mafalda e Alexandra).

Casou uma segunda vez, com:
- Cristina de Freitas, teve um filho (Jorge)[18].